# Mathieu Faye
Mathieu Faye, né le 27 juillet 1958 à Dakar, est un joueur sénégalais de basket-ball.

## Biographie
Mathieu Faye commence le basket-ball à la Jeanne d'Arc de Dakar. En 1982, il quitte le Sénégal et part rejoindre le Limoges CSP qui compte déjà un joueur Sénégalais, Apollo Faye. Limoges participe pour la deuxième fois à la coupe Korać et la remporte une deuxième fois face à son adversaire favoris, le KK Šibenka. Mathieu Faye remporte aussi le championnat de France et la coupe de la Fédération. Juste après sa saison chez les Verts de Limoges, Faye signe au Racing Club de France. Il reste pendant trois saisons dans la capitale, donnant de précieuses aides au club Parisien (4,5 passes et 4,7 points lors de la saison 1985-1986). En 1986, le meneur rejoint la formation nantaise, le Nantes BC. Il y joue deux saisons. Enfin, en 1988, Faye voyage vers le nord de la France en s'installant à Gravelines (1988-1989). Avec le BCM, il réalise sa meilleure saison statistique en compilant 2,2 rebonds, 1,5 interception, 3,4 passes décisives et 7,7 points par matchs.
En 2021, il intègre le FIBA Hall of Fame.

## Palmarès
avec le Limoges Cercle Saint-Pierre
- Championnat de France
  - Champion en 1983
- Coupe de la Fédération
  - Vainqueur en 1983
- Coupe Korać
  - Vainqueur en 1983

avec le Sénégal
- Championnat d'Afrique
  - Champion en 1978 et 1980
  - Troisième en 1983

Distinctions individuelles
- Meilleur joueur du Championnat d'Afrique de basket-ball 1980
- Meilleur joueur du Championnat du Sénégal en 1977 et 1978[2].
- Membre du FIBA Hall of Fame depuis 2021